# Manuela Montebrun
Manuela Montebrun (* 13. November 1979 in Laval) ist eine ehemalige französische Leichtathletin. Die Hammerwerferin gewann 2003 die Bronzemedaille bei den Weltmeisterschaften in Saint-Denis bei Paris. Zwei Jahre später errang sie den zweiten Platz bei den Weltmeisterschaften 2005 in Helsinki. 2008 belegte sie bei den Olympischen Spielen in Peking den Bronzerang. Sie wurde insgesamt neun Mal französische Meisterin.

## Karriere
Nach einem fünften Platz bei den Juniorenweltmeisterschaften 1998 in Annecy gewann Montebrun 1999 ihre erste internationale Medaille, als sie bei der Universiade den dritten Platz belegte. Ebenfalls 1999 wurde sie Zwölfte bei den Weltmeisterschaften in Sevilla. Ein Jahr später scheiterte Montebrun in der Qualifikation der Olympischen Spiele 2000 in Sydney und belegte nur den 24. Rang. Bei den Weltmeisterschaften 2001 in Edmonton erreichte sie den fünften Platz. Im gleichen Jahr gewann sie die Titel bei der Universiade und bei der U23-Europameisterschaften in Amsterdam.
Bei den Europameisterschaften 2002 in München hatte sie als Dritte mit 72,04 Meter einen Rückstand von 90 Zentimetern auf die Goldmedaille der Russin Olga Kusenkowa, lag aber über 4 Meter vor der Viertplatzierten. 2003 bei den Weltmeisterschaften in Paris/Saint-Denis wurde sie mit 70,92 Meter erneut Dritte, hatte aber nur 15 Zentimeter Vorsprung auf die Vierte. Bei den Olympischen Spielen 2004 in Athen konnte sie sich als 15. der Qualifikation wie vier Jahre zuvor nicht für das Finale qualifizieren. 2005 bei den Weltmeisterschaften in Helsinki warf sie den Hammer auf 71,41 Meter und war damit zunächst Vierte. Sie rückte jedoch nach Disqualifikation der ursprünglichen russischen Siegerin Olga Kusenkowa auf den Bronzeplatz vor. Erstmals konnte sich Montebrun 2008 in Peking für das olympische Finale im Hammerwurf qualifizieren. Dort reichten ihr 72,54 Meter für den fünften Platz. 2016 und 2017 wurden die beiden vor ihr liegenden Weißrussinnen Aksana Mjankowa und Darja Ptschelnik wegen Dopings disqualifiziert, sodass ihr im Nachhinein die Bronzemedaille von Peking zuerkannt wurde.
Ihre Bestleistung im Hammerwurf erzielte Montebrun am 11. Juli 2005 in Zagreb mit 74,66 Meter. Damit stellte sie französischen Rekord auf. Der Rekord besteht bis heute. Die Athletin von Stade Laval hat bei einer Körpergröße von 1,75 m ein Wettkampfgewicht von 92 kg.
Im Juni 2012 gab sie ihren Rücktritt bekannt.